# Cosmogneta cassolai
Cosmogneta cassolai är en kvalsterart som beskrevs av Bernini, Baratti och Avanzati 1991. Cosmogneta cassolai ingår i släktet Cosmogneta och familjen Autognetidae. Inga underarter finns listade i Catalogue of Life.